# تيتو كليمنت
تيتو كليمنت (بالإسبانية: Tito Climent)‏ هو مغني وممثل أرجنتيني، ولد في 1917 في بوينس آيرس في الأرجنتين، وتوفي بنفس المكان في 1988.

## وصلات خارجية
- تيتو كليمنت على موقع IMDb (الإنجليزية)
- تيتو كليمنت على موقع قاعدة بيانات الفيلم (الإنجليزية)